# Frew McMillan
Frew Donald McMillan (nacido el 20 de mayo de 1942 en Springs, Sudáfrica) es un exjugador profesional de tenis.
Ganó cinco torneos de dobles incluyendo en tres oportunidades Wimbledon haciendo pareja con Bob Hewitt. El más notable aspecto de su juego fue que su tiros de revés y de diestra era a dos manos.
Fue capitán del equipo de Copa Davis de su país en varias ocasiones.
McMillan fue introducido al Salón Internacional de la Fama del tenis en Newport, Rhode Island en 1992. Trabaja como comentador de tenis para Eurosport y la BBC Radio 5 durante el campeonato de Wimbledon.

## Títulos en individuales (2)
| No. | Fecha | Torneo              | Superficie | Oponente en la Final | Marcador en la Final |
| 1.  | 1974  | Múnich, Alemania    | Carpeta    | Nikola Pilić         | 5–7, 7–6(4), 7–6(4)  |
| 2.  | 1976  | Núremberg, Alemania | Carpeta    | Thomaz Koch          | 2–6, 6–3, 6–4        |

## Títulos en dobles (63)
| No. | Fecha | Torneo                                    | Superficie    | Pareja           | Oponente en la Final                 | Marcador en la Final |
| 1.  | 1970  | Torneo de Washington, Estados Unidos      | Dura          | Bob Hewitt       | Ilie Năstase Ion Ţiriac              | 7–5, 6–0             |
| 2.  | 1970  | Torneo de Hamburgo, Alemania              | Tierra batida | Bob Hewitt       | Tom Okker Nikola Pilić               | 6–3, 7–5, 6–2        |
| 3.  | 1972  | Bournemouth, Reino Unido                  | Tierra batida | Bob Hewitt       | Ilie Năstase Ion Ţiriac              | 7–5, 6–2             |
| 4.  | 1972  | Torneo de Roland Garros, Francia          | Tierra batida | Bob Hewitt       | Patricio Cornejo Jaime Fillol        | 6–3, 8–6, 3–6, 6–1   |
| 5.  | 1972  | Bristol, Reino Unido                      | Pasto         | Bob Hewitt       | Clark Graebner Lew Hoad              | 6–3, 6–2             |
| 6.  | 1972  | Campeonato de Wimbledon, Londres          | Pasto         | Bob Hewitt       | Stan Smith Erik Van Dillen           | 6–2, 6–2, 9–7        |
| 7.  | 1972  | Masters de Cincinnati, Estados Unidos     | Tierra batida | Bob Hewitt       | Paul Gerken Humphrey Hose            | 7–6, 6–4             |
| 8.  | 1972  | Torneo de Houston, Estados Unidos         | Tierra batida | Bob Hewitt       | Patricio Cornejo Jaime Fillol        | 6–2, 6–3             |
| 9.  | 1972  | Torneo de San José, Estados Unidos        | Carpeta       | Bob Hewitt       | Ove Nils Bengtson Björn Borg         | 6–4, 6–2             |
| 10. | 1973  | Jackson, Estados Unidos                   | Dura          | Zan Guerry       | Jaime Pinto Tito Vasquez             | 6–2, 6–4             |
| 11. | 1973  | Tanglewood, Estados Unidos.               | Otraa         | Bob Carmichael   | Ismail El Shafei Brian Fairlie       | 6–3, 6–4             |
| 12. | 1973  | Indianápolis, Estados Unidos              | Tierra batida | Bob Carmichael   | Manuel Orantes Ion Ţiriac            | 6–3, 6–4             |
| 13. | 1973  | Quebec City, Canadá                       | Otra          | Bob Carmichael   | Jimmy Connors Marty Riessen          | 6–2, 7–6             |
| 14. | 1974  | Torneo de Memphis, Estados Unidos         | Carpeta       | Jimmy Connors    | Byron Bertram Andrew Pattison        | 3–6, 6–2, 6–1        |
| 15. | 1974  | Washington D. C., Estados Unidos          | Carpeta       | Bob Hewitt       | Tom Okker Marty Riessen              | 7–6, 6–3             |
| 16. | 1974  | Torneo de Róterdam, Países Bajos          | Carpeta       | Bob Hewitt       | Pierre Barthès Ilie Năstase          | 3–6, 6–4, 6–3        |
| 17. | 1974  | Torneo de Múnich, Alemania                | Carpeta       | Bob Hewitt       | Pierre Barthès Ilie Năstase          | 6–2, 7–6             |
| 18. | 1974  | Torneo de Johannesburgo, Sudáfrica        | Dura          | Bob Hewitt       | Jim McManus Andrew Pattison          | 6–2, 6–4, 7–6        |
| 19. | 1974  | Dobles Masters, Montreal                  | Carpeta       | Bob Hewitt       | Owen Davidson John Newcombe          | 6–2, 6–7, 6–1, 6–2   |
| 20. | 1974  | Torneo de Johannesburgo, Sudáfrica        | Dura          | Bob Hewitt       | Tom Okker Marty Riessen              | 7–6, 6–4, 6–3        |
| 21. | 1975  | Torneo de Róterdam, Países Bajos          | Carpeta       | Bob Hewitt       | José Higueras Balázs Taróczy         | 6–2, 6–2             |
| 22. | 1975  | Múnich, Alemania                          | Carpeta       | Bob Hewitt       | Corrado Barazzutti Antonio Zugarelli | 6–3, 6–4             |
| 23. | 1975  | Masters de Montecarlo, Mónaco             | Tierra batida | Bob Hewitt       | Arthur Ashe Tom Okker                | 6–3, 6–2             |
| 24. | 1975  | Torneo de Estocolmo, Suecia               | Dura          | Bob Hewitt       | Charlie Pasarell Roscoe Tanner       | 3–6, 6–3, 6–4        |
| 25. | 1976  | Columbus, Estados Unidos                  | Carpeta       | Bob Hewitt       | Arthur Ashe Tom Okker                | 7–6, 6–4             |
| 26. | 1976  | Baltimore, Estados Unidos                 | Carpeta       | Bob Hewitt       | Ilie Năstase Cliff Richey            | 3–6, 7–6, 6–4        |
| 27. | 1976  | Toronto, Canadá                           | Carpeta       | Jaime Fillol     | Alex Metreveli Ilie Năstase          | 6–7, 6–2, 6–3        |
| 28. | 1976  | Róterdam, Países Bajos                    | Carpeta       | Rod Laver        | Arthur Ashe Tom Okker                | 6–1, 6–7, 7–6        |
| 29. | 1976  | Torneo de Basilea, Suiza                  | Carpeta       | Tom Okker        | Jiří Hřebec Jan Kodeš                | 6–4, 7–6, 6–4        |
| 30. | 1976  | Núremberg, Alemania                       | Carpeta       | Karl Meiler      | Colin Dowdeswell Peter Kronk         | 7–6, 6–4             |
| 31. | 1976  | Torneo de Viena, Austria                  | Dura          | Bob Hewitt       | Brian Gottfried Raúl Ramírez         | 6–4, 4–0 retiro      |
| 32. | 1976  | Colonia, Alemania                         | Carpeta       | Bob Hewitt       | Colin Dowdeswell Mike Estep          | 6–1, 3–6, 7–6        |
| 33. | 1976  | Estocolmo, Suecia                         | Dura          | Bob Hewitt       | Tom Okker Marty Riessen              | 6–4, 4–6, 6–4        |
| 34. | 1977  | Filadelfia, Estados Unidos                | Carpeta       | Bob Hewitt       | Wojtek Fibak Tom Okker               | 6–1, 1–6, 6–3        |
| 35. | 1977  | Springfield, Estados Unidos               | Carpeta       | Bob Hewitt       | Ion Ţiriac Guillermo Vilas           | 7–6, 6–2             |
| 36. | 1977  | San José, Estados Unidos                  | Dura          | Bob Hewitt       | Tom Gorman Geoff Masters             | 6–2, 6–3             |
| 37. | 1977  | Masters de Indian Wells, Estados Unidos   | Dura          | Bob Hewitt       | Marty Riessen Roscoe Tanner          | 7–6, 7–6             |
| 38. | 1977  | Johannesburgo, Sudáfrica                  | Dura          | Bob Hewitt       | Charlie Pasarell Erik Van Dillen     | 6–2, 6–0             |
| 39. | 1977  | La Costa, California, Estados Unidos      | Dura          | Bob Hewitt       | Ray Ruffels Allan Stone              | 6–4, 6–2             |
| 40. | 1977  | Torneo de Los Ángeles, Estados Unidos     | Carpeta       | Bob Hewitt       | Robert Lutz Stan Smith               | 6–3, 6–4             |
| 41. | 1977  | Jackson, Estados Unidos                   | Carpeta       | Bob Hewitt       | Phil Dent Ken Rosewall               | 6–2, 7–6             |
| 42. | 1977  | Abierto de Estados Unidos, Estados Unidos | Tierra batida | Bob Hewitt       | Brian Gottfried Raúl Ramírez         | 6–4, 6–0             |
| 43. | 1977  | Torneo de Los Ángeles, Estados Unidos     | Dura          | Sandy Mayer      | Tom Leonard Mike Machette            | 6–2, 6–3             |
| 44. | 1977  | Madrid, España                            | Tierra batida | Bob Hewitt       | Antonio Muñoz Manuel Orantes         | 6–7, 7–6, 6–3, 6–1   |
| 45. | 1977  | Viena, Austria                            | Dura          | Bob Hewitt       | Wojtek Fibak Jan Kodeš               | 6–4, 6–3             |
| 46. | 1977  | Colonia, Alemania                         | Carpeta       | Bob Hewitt       | Fred McNair Sherwood Stewart         | 6–3, 7–5             |
| 47. | 1977  | Wembley Championship, Reino Unido         | Dura          | Sandy Mayer      | Brian Gottfried Raúl Ramírez         | 6–3, 7–6             |
| 48. | 1978  | Baltimore, Estados Unidos                 | Carpeta       | Fred McNair      | Roger Taylor Antonio Zugarelli       | 6–3, 7–5             |
| 49. | 1978  | Filadelfia, Estados Unidos                | Carpeta       | Bob Hewitt       | Vitas Gerulaitis Sandy Mayer         | 6–4, 6–4             |
| 50. | 1978  | Richmond, Estados Unidos                  | Carpeta       | Bob Hewitt       | Vitas Gerulaitis Sandy Mayer         | 6–3, 7–5             |
| 51. | 1978  | Sant Luis, Estados Unidos                 | Carpeta       | Bob Hewitt       | Wojtek Fibak Tom Okker               | 6–3, 6–2             |
| 52. | 1978  | Denver, Estados Unidos                    | Carpeta       | Bob Hewitt       | Fred McNair Sherwood Stewart         | 6–3, 6–2             |
| 53. | 1978  | Johannesburgo, Sudáfrica                  | Dura          | Bob Hewitt       | Colin Dibley Geoff Masters           | 7–5, 7–6             |
| 54. | 1978  | Torneo de Queen's Club, Londres           | Pasto         | Bob Hewitt       | Fred McNair Raúl Ramírez             | 6–2, 7–5             |
| 55. | 1978  | Wimbledon, Londres                        | Pasto         | Bob Hewitt       | Peter Fleming John McEnroe           | 6–1, 6–4, 6–2        |
| 56. | 1979  | Torneo de Stuttgart, Alemania             | Tierra batida | Colin Dowdeswell | Wojtek Fibak Pavel Složil            | 6–4, 6–2, 2–6, 6–4   |
| 57. | 1979  | Basilea, Suiza                            | Dura          | Bob Hewitt       | Brian Gottfried Raúl Ramírez         | 6–3, 6–4             |
| 58. | 1979  | Viena, Austria                            | Dura          | Bob Hewitt       | Brian Gottfried Raúl Ramírez         | 6–4, 3–6, 6–1        |
| 59. | 1979  | Johannesburgo, Sudáfrica                  | Dura          | Bob Hewitt       | Mike Cahill Buster Mottram           | 1–6, 6–1, 6–4        |
| 60. | 1980  | Johannesburgo, Sudáfrica                  | Dura          | Bob Hewitt       | Colin Dowdeswell Heinz Günthardt     | 6–4, 6–3             |
| 61. | 1980  | Stuttgart, Alemania                       | Tierra batida | Colin Dowdeswell | Chris Lewis John Yuill               | 6–3, 6–4             |
| 62. | 1981  | Bruselas, Bélgica                         | Carpeta       | Sandy Mayer      | Kevin Curren Steve Denton            | 4–6, 6–3, 6–3        |
| 63. | 1982  | Johannesburgo, Sudáfrica                  | Dura          | Brian Gottfried  | Shlomo Glickstein Andrew Pattison    | 6–2, 6–2             |